# Pîreatîn
Pîreatîn (în ucraineană Пирятин) este orașul raional de reședință al raionului Pîreatîn din regiunea Poltava, Ucraina. În afara localității principale, mai cuprinde și satele Holoborodka, Iivjenkî, Kalîniv Mist, Verhoiarivka, Zamostîșce și Zaricicea.

## Demografie
Componența lingvistică a orașului Pîreatîn
     Ucraineană (93,41%)
     Rusă (6,27%)
     Alte limbi (0,19%)
Conform recensământului din 2001, majoritatea populației orașului Pîreatîn era vorbitoare de ucraineană (93,41%), existând în minoritate și vorbitori de rusă (6,27%).